# کریگ گیلسپی
کریگ گیلسپی (انگلیسی: Craig Gillespie؛ زادهٔ ۱ سپتامبر ۱۹۶۷) کارگردان اهل استرالیا است. وی از سال ۲۰۰۷ میلادی تاکنون مشغول فعالیت بوده‌است.
گیلسپی به‌خاطر کارگردانیِ فیلمِ لارس و دختر واقعی معروف است.